# تفجير الحصوة 2016
تفجير ملعب الحصوة هو تفجير بحزام ناسف استهدف ملعبا في منطقة الحصوة التابعة لناحية الإسكندرية في محافظة بابل العراقية بتاريخ 25 مارس 2016، وأعلن تنظيم الدولة الإسلامية (داعش) مسؤوليته عن التفجير الذي راح ضحيته أكثر من 40 قتيل وحوالي 105 جريح وأعلن التنظيم أن منفذ التفجير الذي استهدف الملعب اسمه سيف الله الأنصاري من محافظة الأنبار وقد كان من النازحين.